# Штейнталь, Хейман
Хейман Штейнталь (нем. Heymann Steinthal; 16 мая 1823, Грёбциг — 14 марта 1899, Берлин) — немецкий филолог и философ. Один из основателей психологии народов.

## Биография
Изучал философию и филологию в Берлинском университете, в нём же в 1850 году получил звание приват-доцента филологии и мифологии.
Был учеником Вильгельма фон Гумбольдта, чьи Труды по языкознанию он издал в 1884 г. С 1852 г. по 1855 г. Штейнталь находился в Париже, где изучал китайский язык, а в 1863 г. он был принят на должность ассистента профессора в тот же Берлинский университет; с 1872 г. также был приват-доцентом критической истории Ветхого Завета и религиозной философии в Высшей школе иудаизма (нем. Hochschule für die Wissenschaft des Judenthums).
В 1860 году Штейнталь основал совместно с Морицем Лацарусом журнал «Вопросы этнической психологии и языкознания» (Zeitschrift für Völkerpsychologie und Sprachwissenschaft), в котором затрагивались вопросы «психологии народов». Штейнталь был одним из директоров (с 1883 года) немецко-израильского союза общин (Deutsch-Israelitische Gemeindebund).
В 1864 году в журнале А. А. Хованского «Филологические записки» было опубликовано сочинение Штейнталя «Характеристика главных типов языкостроения», представляющая собой 2-ю переработку его классификации языков.

## Важнейшие работы
- Die Sprachwissenschaft W. von Humboldts und die Hegel’sche Philosophie. — Берлин, 1848.
- Klassifikation der Sprachen, dargestellt als die Entwickelung der Sprachidee — Берлин, 1850. В 1860 была переиздана под названием Charakteristik der Hauptsächlichre в качестве второго тома Abriss der Sprachwissenschaft.
- Der Ursprung der Sprache im Zusammenhang mit den Letzten Fragen Alles Wissens — Берлин, 1851. 4-е расширенное издание вышло в 1888 г.
- Die Entwickelung der Schrift. — Берлин, 1852.
- Grammatik, Logik, Psychologie: Ihre Prinzipien und Ihre Verhältniss zu Einander. — Берлин, 1855.
- Geschichte der Sprachwissenschaft bei den Griechen und Römern. — Берлин, 1863.
- Philologie, Geschichte und Psychologie in Ihren Gegenseitigen Beziehungen. — Берлин, 1864.
- Die Mande-Negersprachen, Psychologisch und Phonetisch Betrachtet. — Берлин, 1867.
- Abriss der Sprachwissenschaft (том I: Einleitung in die Psychologie und Sprachwissenschaft). — Берлин, 1871.
- Allgemeine Ethik.— Берлин, 1885.
- Zu Bibel und Religionsphilosophie. — Берлин, 1890.